# Metro Gallery FC
Metro Gallery FC ist ein Fußballverein aus Hongkong und wurde 2008 unter dem Namen Fourway Athletics gegründet. Aktuell (Stand: September 2023) spielt der Verein in der zweithöchsten Liga der Sonderverwaltungszone Hongkong, der Hong Kong First Division League. Seine Heimspiele trägt die Mannschaft im Mong Kok Stadion (MKS) aus. Namensgeber und Sponsor des Vereins war die Firma Fourway. Der Verein spielt als ein sogenanntes Wettbewerbsmitglied seit der Saison 2008/09 in der damaligen 1. Liga (Hong Kong First Division League). Wettbewerbsmitgliedern wird es erlaubt ohne sportliche Qualifikation direkt an der 1. Liga (heute: Hong Kong Premier League) teilzunehmen. Dafür muss man sich jedoch verpflichten einen gewissen Geldbetrag an den Verband zu zahlen und gleichzeitig einen Pokalwettbewerb des Verbandes finanziell fördern. Zur Saison 2011/12 wurde der Verein in Biu Chun Rangers und zur Saison 2012/13 in Yokohama FC umbenannt. Seit Sommer 2015 heißt der Verein offiziell Metro Gallery FC.